# دنیس مایکل روهان

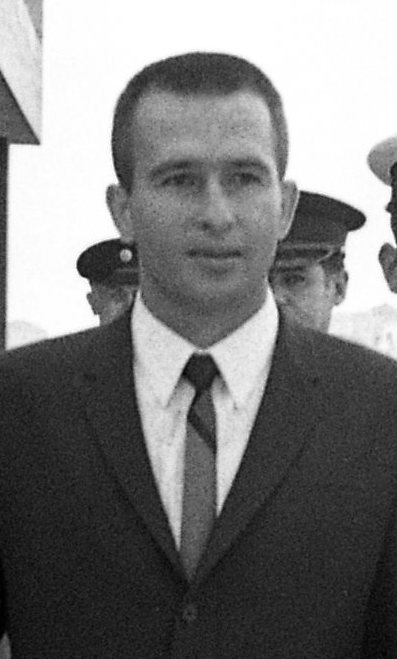
دنیس مایکل روهان

دنیس مایکل روهان، (متولد ۱ ژوئیه ۱۹۴۱) شهروند استرالیایی بود که در تاریخ ۲۱ اوت سال ۱۹۶۹(۳۰ مرداد ۱۳۴۸)، اقدام به آتش زدن مسجد الاقصی، در اورشلیم کرد. در این آتش‌سوزی بود که منبر صلاح الدین ایوبی و بخش قابل توجهی از مسجد دچار آسیب شد.
روهان در ۲۳ اوت ۱۹۶۹ توسط مقامات اسرائیلی دستگیر شد. به هنگام محاکمه در اسرائیل معلوم شد که او مبتلا به روان‌پریشی است، وی متعاقباً در یک بیمارستان روانی بستری شد. او بعدها در ۱۴می سال ۱۹۷۴، به دلایل بشر دوستانه از اسرائیل برای دریافت رواندرمانی بیشتر در کنار خانواده اش به استرالیا تبعید و سپس به بیمارستان روانی کالان‌پارک در حومه سیدنی منتقل شد.
برخی منابع ادعا کردند که روهان در ۶ اکتبر ۱۹۹۵ درگذشت، اما تحقیقات بنگاه خبررسانی استرالیا(ABC) در سال ۲۰۰۹ حاکی از آن بود که او زنده است. روهان همچنین چند سال بعد از این یافته‌ها، با یک خبرنگار ABC صحبت کرد؛ اما چند سال بعد درگذشت.